# Sanjay Van
 (août 2014).
Sanjay Van est une zone de forêt de la ville près de Vasant Kunj et Mehrauli dans le Sud-Ouest de Delhi, en Inde. La végétation recouvre près du cinquième du territoire de la région de Delhi, et n'a cessé de s'étendre, passant de 15 100 hectares en 2001 à 29 620 hectares en 2011. Dans la capitale de l'Inde, 80 km² de forêts, 8 000 hectares ont été épargnés. On y trouve de nombreux animaux comme des antilopes, des renards, ou encore 300 espèces d'oiseaux.